# Методи Чавдаров
Методи Младенов Чавдаров е български офицер, генерал-майор.

## Биография
Роден е на 18 април 1902 г. в пернишкото село Мошино, днес квартал на Перник. През 1924 г. завършва Военното училище в София, а през 1936 г. и Военната академия. От 1941 г. е временно военно аташе в Букурещ. От 1944 г. служи във втори окупационен корпус, а по-късно същата година е назначен за адютант на първа армия. От ноември 1944 до 1945 г. е началник-щаб на трета пехотна дивизия. Уволнен е от армията на 13 юли 1946 г. и е репресиран и убит. През 1992 г. е посмъртно повишен в звание „генерал-майор“. Носител е на орден „За храброст“ – IV ст., 1 кл.

## Военни звания
- Подпоручик (6 септември 1924)
- Поручик (3 октомври 1927)
- Капитан (1 януари 1935)
- Майор (6 май 1941)
- Подполковник (14 септември 1944)
- Полковник (9 септември 1945)
- Генерал-майор (1992)